# Mönchsweg
Der Mönchsweg ist ein 530 km langer Radfernweg von Bremen bis zur Ostseeinsel Fehmarn.
Der Fernweg begann 2007 mit der 342 km langen Strecke von Glückstadt an der Elbe bis Fehmarn. Er führt von West nach Ost durch die vier Landkreise Steinburg (80 km), Segeberg (85 km), Plön (26 km), und Ostholstein (151 km).
Der Mönchsweg ist ein Kooperationsprojekt zwischen den vier anliegenden Landkreisen und der Nordelbischen Landeskirche. Direkt am Mönchsweg liegen 71 politische Gemeinden und 47 Kirchengemeinden. Der überregionale, thematische Radfernweg verläuft in Ost-West-Richtung und ergänzt das Netz der Schleswig-Holsteiner Radfernwege wie den Ochsenweg, den Ostseeküsten-Radweg oder den Nordseeküsten-Radweg. Dabei bindet er fünf Radfernwege mit ein: Nord- und Ostseeküstenradweg, Ochsenweg, Elberadweg und Holsteinische-Schweiz-Tour.

## Routenbeschreibung
Als thematischer Radfernweg spiegelt der Mönchsweg die Schleswig-Holsteinische Kirchengeschichte wider. Wer dem Mönchsweg folgt, wandelt gleichsam auf den Spuren der Christianisierung des Nordens. Der Mönchsweg folgt weitgehend den Kirchengründungen von Vizelin mit Bad Segeberg, Bornhöved und Bosau und führt über Oldenburg, dem Bischofssitz von Vizelin, nach Fehmarn. Entlang der Route befinden sich Kirchen, Klöster, Burgplätze und Ähnliches von touristischer Bedeutung, wobei die Christianisierung Nordelbiens und die schrittweise Mission in den Osten Schleswig-Holsteins bis hin zur Christianisierung des slawischen Wagriens als thematische und räumliche Orientierung dient.
Der Mönchsweg führt von Glückstadt den Störbogen entlang über Itzehoe mit seinem Zisterzienserinnen-Kloster und der St. Laurentii-Kirche vorbei am Schloss Breitenburg durch den Kreis Steinburg. Über Kellinghusen und die Waldkapelle Mönkloh geht es weiter nach Bad Bramstedt. Von dort aus führt der Weg – vorbei am Wildpark Eekholt – bis nach Bad Segeberg, wo die ehemalige Klosterkirche St. Marien des 1566 geschlossenen Augustiner-Chorherren-Klosters besichtigt werden kann. Auf den Spuren von Vizelin begibt sich der Mönchsweg über die Vizelinkirchen in Börnhöved und Bosau bis zur St. Johanneskirche nach Oldenburg, das einst Bischofssitz des norddeutschen Missionars war. Besondere Beachtung bis zum Endpunkt in Puttgarden verdienen das Benediktiner-Kloster und die Klosterkirche in Cismar.

## Geschichte
Die Grundidee geht auf Bürgermeister Fritz Abel aus Mönkloh und Bürgermeister Peter Boyens aus Weddelbrook zurück, erste Vorschläge zum Verlauf der Route wurden von der Arbeitsgemeinschaft der Hamburger Randkreise entwickelt. Der genaue Routenverlauf wurde mit der Nordelbischen Evangelisch-Lutherischen Kirche abgestimmt, die im Amt für Öffentlichkeitsarbeit eine Bestandsaufnahme erarbeitete, in der unter kirchengeschichtlichen Gesichtspunkten wichtigen Orte und historische Kirche erfasst und bewertet wurden.
Weiterhin wurden bei der Routenfestlegung folgende Gesichtspunkte einbezogen:
- Es gibt keine Verzweigungen, sondern einen eindeutigen und einlinigen Routenverlauf.
- Der Streckenverlauf berücksichtigt wichtige Kulturstätten (z. B. Stellau, Bornhöved) und Naturparks (Wildpark Eekholt, Erlebniswald Trappenkamp).
- Der Mönchsweg soll weitgehend über schon ausgeschilderte Radwege führen.
- Es soll eine Klartextbeschilderung geben und zusätzlich Einschub-Schilder mit dem Logo des Mönchweges.

Die Schirmherrschaft für den Mönchsweg hat die Lübecker Bischöfin Bärbel Wartenberg-Potter übernommen. Das rund 150.000 Euro teure Projekt wird zu 50 Prozent aus Fördergeldern des Landes Schleswig-Holstein und von der Europäischen Union bezuschusst, den anderen Teil tragen die politischen Gemeinden. Der Mönchsweg wurde am 12. Mai 2007 in Oldenburg durch Ministerpräsident Peter Harry Carstensen, die Lübecker Bischöfin Bärbel Wartenberg-Potter und den Hamburger Alt-Erzbischof Ludwig Averkamp eröffnet.
Im Herbst 2011 wurde der Verein „Mönchsweg e.V.“ gegründet, dem inzwischen zahlreiche politische und kirchliche Gemeinde am Weg, Tourismusorganisationen und Einzelpersonen angehören. Der Verein übernimmt die Aufgaben der bisherigen Lenkungsgruppe und setzt sich für die Verbreitung des Mönchsweges ein.

## Erweiterungen
Seit dem Juni 2011 wird der Weg in Dänemark auf 141 km von Rødby nach Roskilde als „Munkevejen“ unter der Routennummer 88 fortgeführt.
Am 9. Juni 2014 wurde der Fernweg von Glückstadt/Wischhafen bis nach Bremen erweitert. Entsprechende Planungen erfolgten ab 2011.

## Bilder

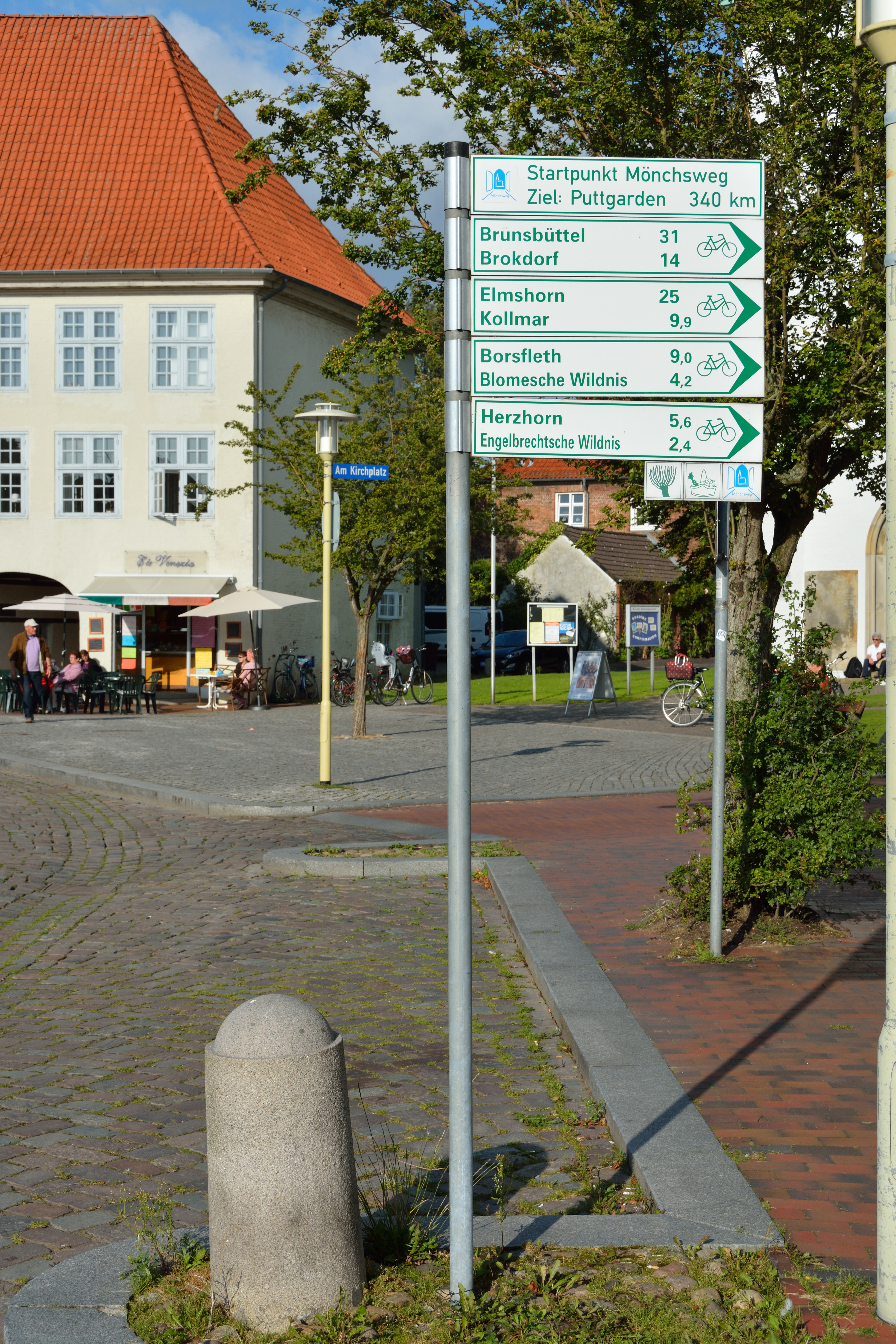
Der ehemalige Beginn in Glückstadt
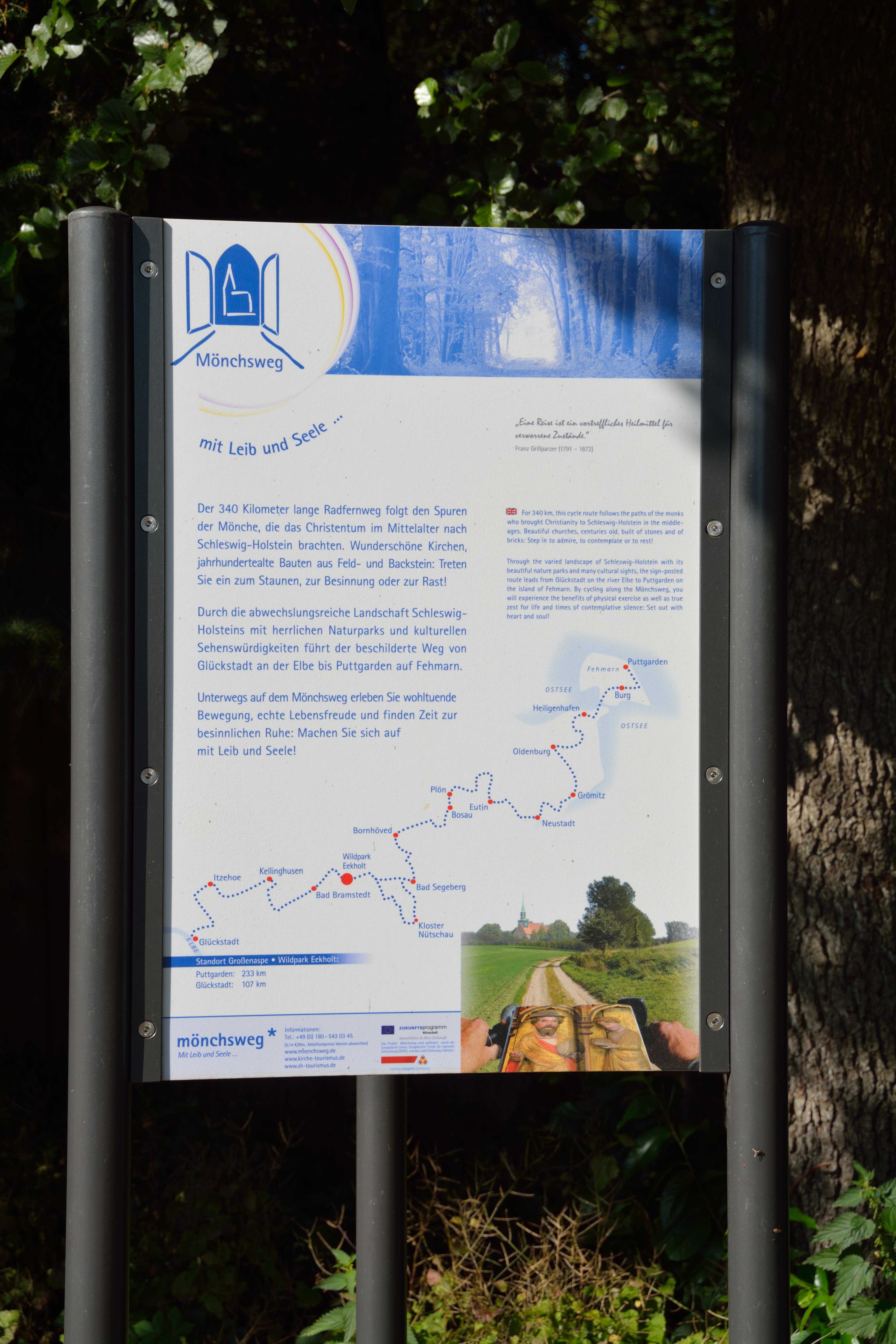
Hinweisschild am Wildpark Eekholt
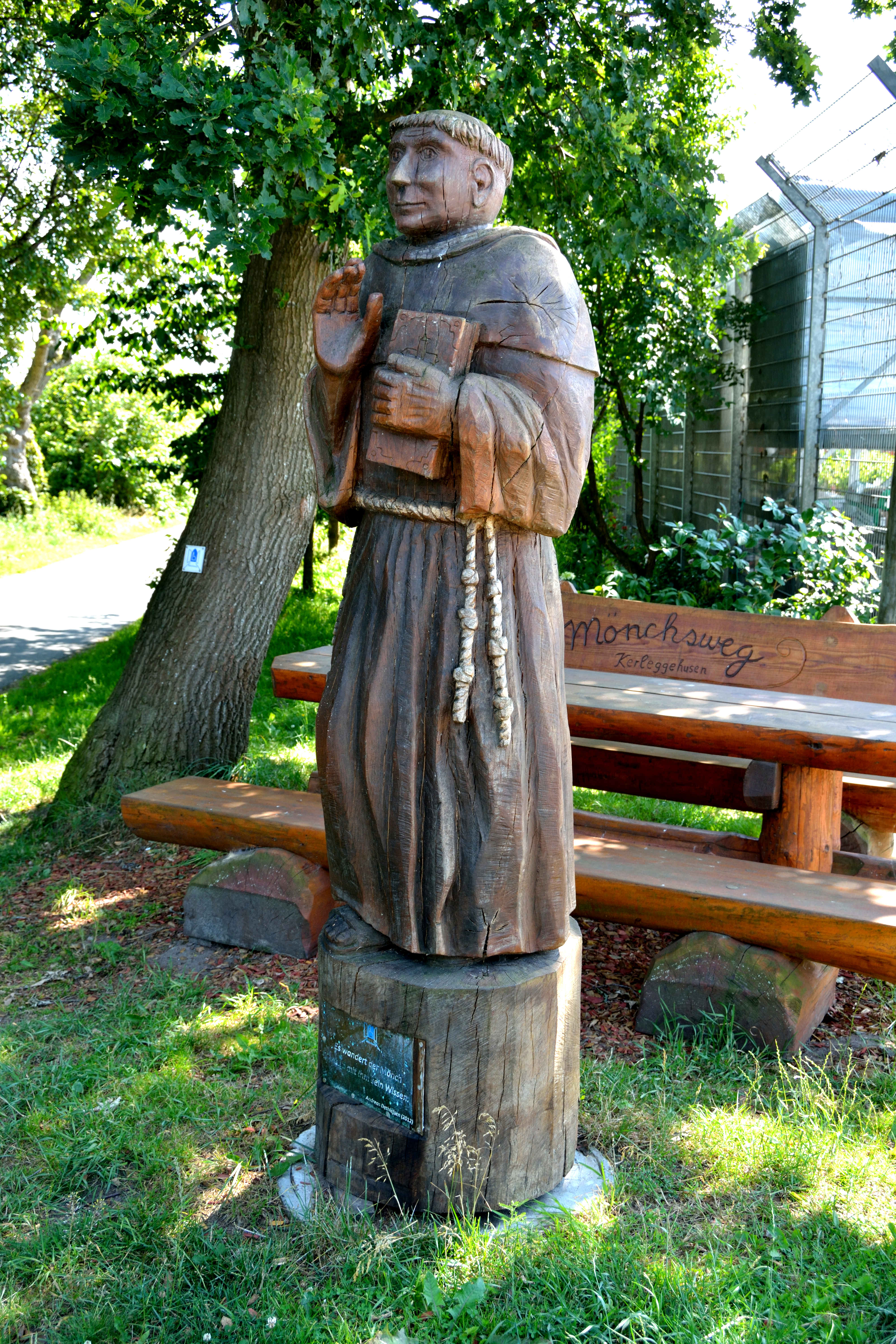
An einem Rastplatz in Kellinghusen
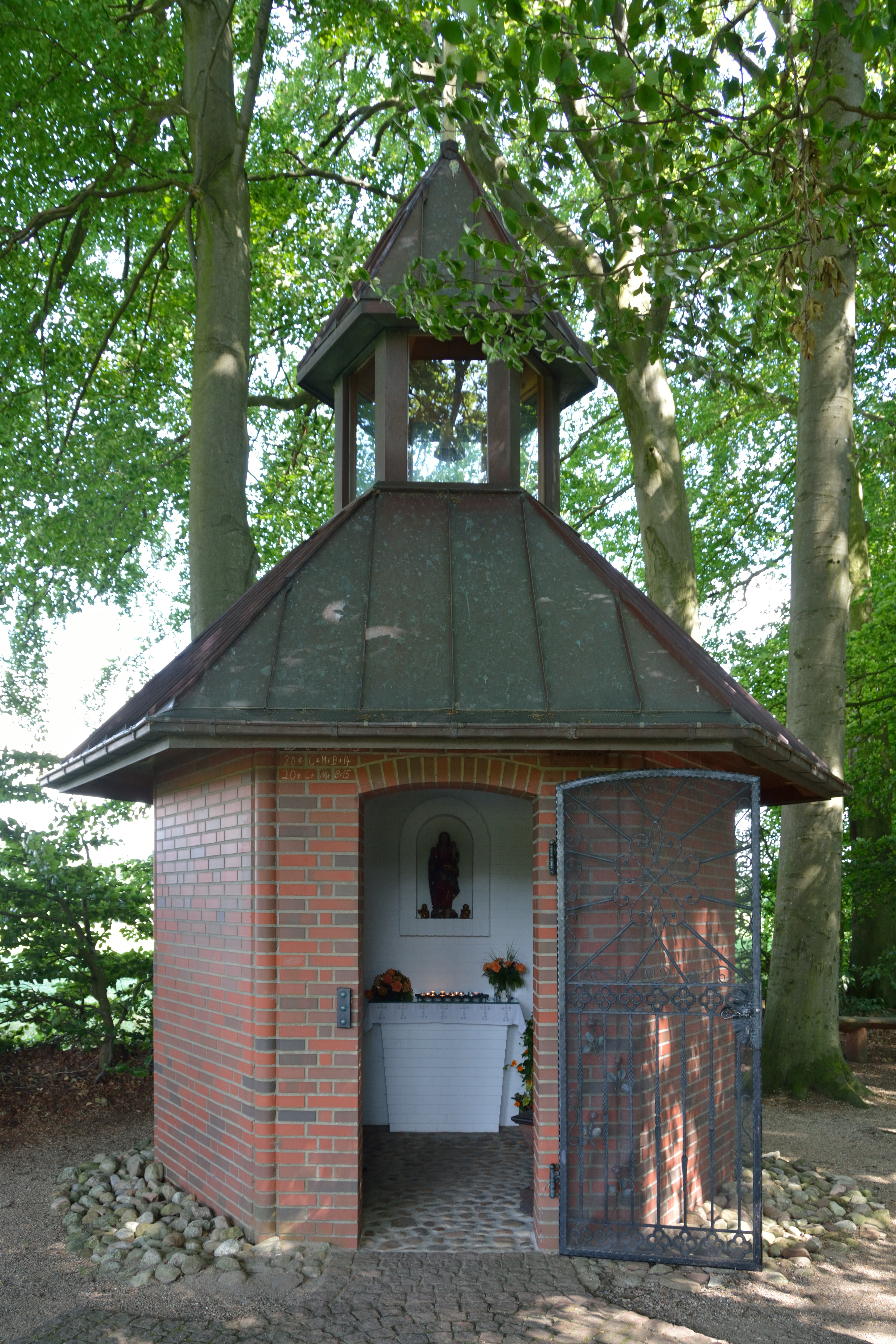
Bei Mönkloh gibt es eine kleine Waldkapelle